# 2016年リオデジャネイロパラリンピックのセーシェル選手団
2016年リオデジャネイロパラリンピックのセーシェル選手団（2016ねんリオデジャネイロパラリンピックのセーシェルせんしゅだん）は、2016年9月7日から9月18日までブラジルのリオデジャネイロで開催された2016年リオデジャネイロパラリンピックセーシェル選手団の名簿。セーシェルのパラリンピック参加は1992年バルセロナパラリンピック以来24年ぶり2回目。

## 選手団
- 人員: 選手 1人
- 開会式旗手: シリル・チャーレス

## 種目別選手・スタッフ名簿及び成績

### 陸上競技
- シリル・チャーレス（男子やり投げ F56/57 車いす）16.97m 14位